# Paratomoxioda grandipalpis
Paratomoxioda grandipalpis es una especie de coleóptero de la familia Mordellidae.

## Distribución geográfica
Habita en África.